# Madhuca oblongifolia
Espèce
Statut de conservation UICN

 VU A1d : Vulnérable
Classification phylogénétique
Madhuca oblongifolia est une espèce de plantes à fleurs de la famille des Sapotaceae. C'est un arbre originaire des Philippines.

## Répartition
L'espèce est endémique aux forêts primaires de plaine de Luçon aux Philippines.

## Conservation
L'espèce est menacée par la destruction de l'habitat.